# José García Roldán
José García Roldán fue un escultor y tallista español del siglo XX, que realizó parte de su obra en Sevilla (Andalucía).
En el año 1920 realizó unos nuevos respiraderos para el paso de Nuestro Padre Jesús de la Sentencia de la Hermandad de la Esperanza Macarena de Sevilla.
En 1939, siguiendo un proyecto de Antonio Castillo Lastrucci realizó el actual paso de la Cofradía de los Afligidos de Cádiz. También realizó los modelos para la ornamentación en bronce fundido del paso de la Hermandad de la Quinta Angustia de Sevilla, realizado en los talleres de Masriera y Campins, de Barcelona.